# Dyfi
Dyfi, Dovey (ang. River Dovey, wal. Afon Dyfi) – rzeka w zachodniej Walii, w hrabstwach Ceredigion, Gwynedd i Powys. Długość rzeki wynosi 48 km.
Rzeka wypływa z jeziora Creiglyn Dyfi, 575 m n.p.m., u podnóża góry Aran Fawddwy, na terenie parku narodowego Snowdonia. Niemal na całej swej długości biegnie w kierunku południowo-zachodnim, miejscami wyznaczając granicę między hrabstwami Gwynedd i Powys. W końcowym biegu tworzy estuarium, którym przebiega granica między Gwynedd a Ceredigion. Uchodzi do zatoki Cardigan. Główne miejscowości nad rzeką to Machynlleth oraz, położone nad jej ujściem, Aberdyfi (Aberdovey).